# Horatio Parker
Horatio Parker (15 de setiembre de 1863–18 de diciembre de 1919) fue un compositor y profesor estadounidense. Fue la figura central en la vida musical de New Haven, Connecticut a fines del siglo XIX, y también es recordado por haber sido profesor de Charles Ives.

## Biografía
Nació en Auburndale, Massachusetts. Después de sus estudios iniciales en Estados Unidos con George Whitefield Chadwick y otros, fue a Europa, un destino común para un joven compositor estadounidense en los años 1880. En Múnich estudió con Josef Rheinberger; también en Múnich compuso sus primeras obras significativas, entre ellas una sinfonía y una cantata dramática. Tras retornar a los EE. UU., tomó sucesivos empleos como maestro, organista y director de coro, sobre todo en Nueva York. En 1893 se convirtió en profesor de la Universidad de Yale, un puesto que mantuvo por el resto de su vida. Parker murió en Cedarhurst, New York.
Si bien Parker es principalmente recordado por una sola obra, el oratorio Hora novissima, basado en el poema de Bernardo de Cluny, fue un compositor prolífico y versátil dentro de la tradición alemana más conservadora, habiendo escrito dos óperas, canciones, música para órgano, música incidental, y una copiosa cantidad de música para coro y orquesta. Entre las influencias para su música están las de Mendelssohn, Brahms, Wagner, además de las de Debussy y Elgar en algunas obras que compuso cerca de 1900. Durante su vida fue considerado el mejor compositor en los Estados Unidos, un profesional superior que escribía en un avanzado estilo.
En 1892, Parker compuso la melodía del himno "Auburndale" en celebración por la colocación de la piedra angular en la nueva iglesia construida en la parroquia episcopal en donde había sido bautizado, la Parroquia del Mesías. Su padre, Charles Parker, había sido el arquitecto de aquella capilla de la congregación; el afamado obispo episcopal Phillips Brooks puso la piedra. "Auburndale" fue posteriormente publicada en el Himnario de 1918 ("The Messiah Miracle: A History The Church of the Messiah of West Newton and Auburndale 1871-1971," publicado privadamente, 1971).